# Lázně Bohdaneč
Lázně Bohdaneč település Csehországban, a Pardubicei járásban. Lázně Bohdaneč Dolany, Neratov, Černá u Bohdanče, Stéblová, Křičeň, Bukovka, Pardubice, Srch, Rybitví és Živanice településekkel határos. Lakosainak száma 3494 fő (2024. január 1.).

## Népesség
A település lakosságának változását az alábbi diagram mutatja:
| Lakosok száma | 1589 | 1677 | 1550 | 1932 | 2270 | 3349 | 3458 | 3525 | 3407 | 3494 |
|               | 1869 | 1900 | 1921 | 1961 | 1980 | 2011 | 2016 | 2019 | 2021 | 2024 |